# El nen del dofí
El nen del dofí (títol original en anglès: Boy on a Dolphin) és una pel·lícula estatunidenca dirigida per Jean Negulesco i estrenada el 1957. Ha estat doblada al català.

## Argument[2]
Prop de l'illa grega d'Hidra, Fedra, una pescadora d'esponges, en una de les seves immersions en profunditat, descobreix una antiga escultura d'or i de llautó que resulta ser el mític «Noi sobre un dofí» dotat, es diu, de certs poders. Rhif, el petit amic poc escrupolós de Fedra incita aquesta, que és pobre, a vendre-la a un traficant d'obres d'art. Però Fedra, després de la seva trobada amb l'arqueòleg americà Jim Calder que lluita contra el pillatge de les antiguitats, l'ajudarà a restituir l'escultura al Departament Nacional grec de les Antiguitats.

## Repartiment
- Alan Ladd: El Doctor James Calder
- Sophia Loren: Fedra
- Clifton Webb: Victor Parmalee
- Laurence Naismith: El Doctor Hawkins
- Alex Minotis: Mildias Nadapoulos
- Jorge Mistral: Rhif
- Piero Giagnoni: Niko
- Gertrude Flynn: Senyoreta Dill
- Charles Fawcett: Bill B. Baldwin
- Charlotte Terrabust: Senyora Baldwin
- Margaret Stahl: Senyoreta Baldwin
- Orestes Rallis: El cap de la polícia
- George A. Cooper
- George Saris: El segon del vaixell

## Premis i nominacions
Nominacions
- 1958: Oscar a la millor banda sonora per Hugo Friedhofer

## Al voltant de la pel·lícula
- Fins i tot sense l'Oscar, el tema musical principal de Boy on a Dolphin, va conèixer l'èxit. Amb lletra de Paul Francis Webster, la cançó homònima és interpretada des de 1958 per Anthony Perkins (album From My Heart, RCA/BMG 74321453782).